# Ермеков, Байбек
Ермеков Байбек (15 февраля 1900 года, Туркестанский край, Российская империя — 18 октября 1965, село Абай) — председатель колхоза, Герой Социалистического Труда (1948). Депутат Верховного Совета СССР 1 — 3 созывов.

## Биография
Родился 15 февраля 1900 года (в настоящее время — на территории Сарыагашского района Южно-Казахстанской области, Казахстан). С 1918 года по 1929 год работал мирабом. В 1928 году вступил в колхоз «Кзыл-Аскер». В 1934 году был избран председателем исполкома Келесского и Сары-Агачского районных советов народных депутатов. В 1939 году вступил в ВКП(Б). С 1930 года по 1937 год и с 1944 года по 1952 год был председателем колхоза «Кзыл-Аскер».
В 1945 году колхоз «Кзыл-Аскер» под руководством Байбека Ермекова собрал по 18 центнеров хлопка-сырца с площади 180 гектаров и в 1946 году было собрано по 21 центнеров хлопка-сырца с 200 гектаров. В 1947 году колхозом было собрано 35,5 центнеров хлопка-сырца с площади 11 гектаров и с остальной площади было собрано по 21,3 центнера хлопка-сырца. За высокие показатели в сельскохозяйственном производстве был удостоен в 1948 году звания Героя Социалистического Труда.
Избирался депутатом Верховного Совета СССР 1 — 3 созывов.

## Награды
- Герой Социалистического Труда — указом Президиума Верховного Совета СССР от 28 марта 1948 года;
- Орден Ленина (1948);
- Орден Знак Почёта — дважды;
- Орден Отечественной войны II степени.